# К-37 «Кристалл»
К-37 «Кристалл» — малогабаритная дисковая кодировочная машина, использовавшаяся советскими войсками во время Второй мировой войны на оперативно-тактическом уровне.
На ленинградском заводе № 209 им. А. А. Кулакова в 1937 году под руководством В. Н. Рытова был создан макет малогабаритного дискового шифратора. В довольно небольшом устройстве, состоящем из одного ящика весом 19 килограммов, нашел применение шифр многоалфавитной замены. В 1939 году эта шифрмашина под названием К-37 «Кристалл» была запущена в серийное производство.
По некоторым данным, в основу разработканной К-37 легла французская шифровальная машина B-211.
Машина была создана, чтобы заменить собой ручное кодирование документов в оперативном звене управления (армия — корпус — дивизия). За 1940 год было выпущено 100 комплектов К-37. А всего к началу Великой Отечественной войны было принято на вооружение шифрорганов СССР свыше 150 комплектов К-37.
Шифровальная машина К-37 «Кристалл» позволила повысить в 5—6 раз скорость обработки телеграмм по сравнению с ручным способом, сохраняя при этом гарантированную стойкость передаваемых сообщений.
В сентябре 1941 года один экземпляр был захвачен немцами, которые после изучения решили, что машина не обеспечивает безопасность должным образом. На допросах у американцев немецкие криптоаналитики утверждали, что трафик этой машины не перехватывался никогда. В дальнейшем от использования К-37 на фронте отказались, переведя её на Дальний Восток. В 1946 году машину взломали американцы, используя специально созданный аналог Sauterne Mk-I, а в 1947 году машину сняли со снабжения.